# Le Manoir de Mortevielle
 (mars 2021).
Si vous disposez d'ouvrages ou d'articles de référence ou si vous connaissez des sites web de qualité traitant du thème abordé ici, merci de compléter l'article en donnant les références utiles à sa vérifiabilité et en les liant à la section « Notes et références ».
Le Manoir de Mortevielle (ou Le Manoir de Mortvielle selon les versions,) est un jeu vidéo d'aventure de  type point-and-click, développé et édité par Lankhor et sorti en 1987.
La version du jeu pour ordinateur Atari ST est le premier jeu vidéo offrant des dialogues en synthèse vocale. Le jeu innove également avec une navigation via des menus déroulants à la souris, ce qui était à l'époque une nouveauté pour le grand public.
Le jeu sera adapté plusieurs mois plus tard sur d'autres micro-ordinateurs, comme l'Amiga, le PC sous DOS ou l'Amstrad CPC. La première version, pour Sinclair QL, fut le premier essai de ses créateurs (avant même la création de Lankhor) en 1986 (développé par Kyilkhor et édité par Pyramide), mais n'a pas tous les raffinements de la version Atari ST ; notamment, la synthèse vocale en est absente. Il a également existé un prototype pour l'Apple II GS développé par Second Sight Software, qui lui n'a pas été édité. 
Les aventures de Jérôme Lange, le héros du jeu, se poursuivent à travers un second épisode, Maupiti Island, également édité par Lankhor et sorti en 1990.

## Synopsis

### Introduction
Le Manoir de Mortevielle fait incarner au joueur le personnage de Jérôme Lange, un détective privé français qui doit enquêter sur une affaire mystérieuse liée à son passé, au manoir de Mortevielle.
Le jeu débute par une introduction parlée via un système de synthèse vocale :

« Février 1951… Profession : détective privé. Le froid figeait Paris et mes affaires lorsque…

Une lettre, un appel, des souvenirs d’une enfance encore proche. Que de jeux dans les pièces délabrées du manoir de Mortevielle. Julia, une vieille femme à présent… »

L'accueil de Jérôme Lange par le domestique du manoir de Mortevielle est dans le même ton :

« Jérôme, il y a longtemps... Quelle tristesse, Julia est morte. Sa famille est ici, Guy son fils et Eva sa bru, Léo son mari bien sûr, son beau-fils Pat. Des cousins, Bob, Ida, Luc. La tempête redouble, il vous faut rester... Les repas sont à 12 et 19 heures. Il y a un recueillement à la chapelle à 10 heures tous les jours. »

### Histoire
L'action se situe en France dans les années 1950. L'intrigue commence dans le bureau parisien du détective privé Jérôme Lange, incarné par le joueur. Un télégramme se glisse sous la porte, envoyé par Julia une amie d'enfance, qui invite le détective à se rendre au manoir de Mortevielle en raison d'un grave problème, sans toutefois lui donner de précisions.
Jérôme Lange arrive ensuite devant le manoir de Mortevielle, recouvert de neige comme les alentours de la bâtisse. Entrant dans le manoir, il y est accueilli par Max, le domestique, qui lui explique que Julia vient de mourir d'une embolie pulmonaire. Il lui donne ensuite le nom des habitants du manoir (avec leur relation avec Julia) et lui indique quelles en sont ses règles de fonctionnement (heures des repas, de la messe, etc.). Il lui explique aussi qu'à cause de la tempête de neige qui sévit au dehors, il doit rester dans le manoir. Le joueur se retrouve ensuite dans la chambre de Jérôme Lange et débute son enquête.
Le jeu permet de se rendre dans n'importe autre quelle pièce du manoir, ainsi qu'à l'extérieur (mais pas trop loin, sinon la mort à cause du froid est assurée). Le joueur peut fouiller chaque pièce (mais de façon discrète si possible, sinon il risque d'être renvoyé, voire d'être assassiné) mais il peut également interroger les habitants, et ainsi profiter de leur rendu sonore, lui aussi en synthèse vocale.
L'ambiance du jeu est particulièrement soignée, baignant dans une atmosphère de roman noir similaire à ceux de Raymond Chandler. L'exploration des chambres du manoir, certains objets (photos, poèmes, lettres…) et les discussions avec les personnages, suffisent à créer l'intérêt du jeu et sa poésie. Par ailleurs, beaucoup de jeux de mots parsèment les descriptions des lieux de l'enquête : « Le calme dans la tourmente », « Dans la chambre du "saigneur" » ; « Trou noir troublant » ; « Si ce n'est pas dans vos cordes, ne soyez pas sot », etc.

## Développement

### Équipe
- Auteur : Bernard Grelaud, Bruno Gourier
- Programmation : Bruno Gourier
- Graphisme : Maria Dolores, Dominique Sablons, Bernard Grelaud
- Sons / Synthèse vocale : Béatrice & Jean-Luc Langlois

### Solution
Le jeu peut être terminé en très peu de temps si on dispose de la solution. Il est alors possible d'en voir la fin sans même en avoir compris l'intrigue, ni les indices qui auraient amené le joueur à réaliser certaines actions. C'est pourquoi, après la publication de la solution par un magazine français de jeux vidéo, Lankhor sortit une nouvelle version du jeu, imposant au joueur à un moment précis de répondre correctement à une série de dix questions concernant l'intrigue, pour être autorisé à continuer l'aventure.

## Accueil
- Tilt d'or 1987 : catégories « Aventure » et « Bruitage ».

## Dans la culture populaire
En 2015, la compagnie théâtrale amateur du Théâtre de l'Embellie à Montauban rend hommage au jeu à travers le spectacle Les Secrets du manoir de Mortevielle , et la pièce Le Manoir de Mortevielle en 2021.